# Teodozij Starak
Teodozij Wasylowycz Starak, ukr. Теодозій Васильович Старак (ur. 12 sierpnia 1931 w Międzybrodziu, zm. 1 października 1999 we Lwowie) – ukraiński dysydent, działacz społeczny i dyplomata. Pierwszy przedstawiciel dyplomatyczny niepodległej Ukrainy w Polsce (1991).

## Życiorys
Urodził się jako syn Wasyla Staraka – działacza ukraińskiego stowarzyszenia społeczno-oświatowego Proswita. Uczył się w szkole powszechnej w Sanoku.
W marcu 1945 we wstępnym etapie wyrównywania granic deportowany z rodziną do Lwowa. W listopadzie roku 1949 aresztowany przez NKWD jako syn wroga ludu i uczestnik kółek samokształceniowych w gimnazjum. Po krótkim śledztwie zesłany do obozu pracy w Karagandzie. Po sześciu latach łagru i zesłania po amnestii chruszczowowskiej wraca do Lwowa.
W latach 1956–1961 studiował na wydziale slawistyki Uniwersytetu Lwowskiego otrzymując dyplom magistra filologii polskiej. Następnie pracował na Uniwersytecie Lwowskim włączając się w ruch szistdesiatnykiw – młodego pokolenia ukraińskiej inteligencji, które zaktywizowało się w ramach odwilży po XX i XXII Zjeździe KPZR. Najważniejszymi postaciami tego pokolenia byli również Dmytro Pawłyczko, Wasyl Stus, Iwan Dracz, Wiaczesław Czornowił, Bohdan Horyń, Mychajło Horyń i Łewko Łukjanenko. Łewko Łukjanenko, prawnik, za zorganizowanie konspiracyjnej partii – Ukraiński Związek Robotniczo-Chłopski został skazany w roku 1961 na karę śmierci (złagodzoną do piętnastu lat więzienia, które odsiedział w całości).
Teodozij Starak w roku 1965 został usunięty z pracy i aresztowany wraz z Bohdanem i Mychajło Horyniami na fali aresztowań ukraińskiej inteligencji, równoległej do pokazowego procesu Daniel – Siniawski w Moskwie. Po uwolnieniu utrzymywał się z pracy dorywczej jako wiejski nauczyciel, wreszcie w roku 1969 został zatrudniony jako redaktor w redakcji polskiej wydawnictwa Radianska Szkoła, gdzie pracował oficjalnie do roku 1990. Równolegle redagował podziemną gazetę Wira Bat’kiw (Wiara ojców), zakazanego w ZSRR od roku 1945 Kościoła greckokatolickiego.
Po upadku ZSRR i uzyskaniu niepodległości przez Ukrainę (1991) został pierwszym reprezentantem dyplomatycznym niepodległego państwa ukraińskiego w Polsce w randze chargé d’affaires. Organizował placówkę dyplomatyczną od podstaw – w znacznej mierze za własne środki – (stąd przydomek „latającego ambasadora”, który nie miał nawet własnego kierowcy). Po podniesieniu rangi przedstawicielstw dyplomatycznych Polski i Ukrainy do szczebla ambasad – do kwietnia 1998 roku pierwszy radca Ambasady Ukrainy w Polsce (pierwszy zastępca ambasadora).
W roku 1998 wybrany Prezesem Światowego Związku Łemków.
Współautor (wraz z S. Łewynską) Słownika polsko-ukraińskiego (1998). Po roku 1991 był autorem wielu wywiadów i publikacji w prasie ukraińskiej i polskiej.
Zmarł po długotrwałej ciężkiej chorobie we Lwowie. Pochowany w Kwaterze Represjonowanych i Więźniów Politycznych Cmentarza Łyczakowskiego we Lwowie.
Na wniosek Towarzystwa Gospodarczego Polska-Ukraina z 13 października 1999 Teodozij Starak został pośmiertnie odznaczony Krzyżem Komandorskim Orderu Zasługi RP. Odznaczenie wdowie, ukraińskiej poetce Lubow Gorbenko, wręczyli 19 marca 2002 w Ratuszu we Lwowie w imieniu Rzeczypospolitej Andrzej Rosiński i Zbigniew Misiak.